# Boom Boom Satellites
Pour les articles homonymes, voir Boom Boom (homonymie), Boom et BBS.
Boom Boom Satellites (BBS) est un groupe japonais de musique électronique, composé de Michiyuki Kawashima (chant et guitare) et Masayuki Nakano (guitare basse et mixage audio).

## Histoire
Le groupe se forme en 1990, mais sa carrière débute véritablement en 1995, lorsque leur chanson Dub Me Crazy, est incluse dans la compilation Abstruct Set One du DJ Fumiya Tanaka. En 1997 ils signent chez Sony Music Ent. Japan.
Ils ont aussi fait des chansons pour les films d'animations Appleseed et Vexille.
En 2009 le groupe a fait un remix d'une chanson du groupe FACT : A Fact of Life. Un single du nom de Back on my Feet est sorti le 1er juillet 2009 et un DVD du concert Metamorphose 08 Live Cuts sort le 22 juillet 2009.
En 2016, Michiyuki Kawashima meurt des suites d'un cancer.

## Discographie
- Single :
  - Back on my Feet (2009)
  - Lay Your Hands On Me (2016)
- Albums :
  - Out Loud (1998)
  - Umbra (2001)
  - Photon (2002)
  - Full of Elevating Pleasures (2005)
  - On (2006)
  - Exposed (2007)
  - 19972007 (Best Of, 2010)
  - To the Loveless (26/05/2010)
  - Embrace (09/01/2013)
  - Shine Like a Billion Suns (2015)
- Albums hors Japon :
  - 7 Ignitions / Auto Re-birth (1998)
  - Photon Commin'2 a phase (2003)
- Deux-titres :
  - 4 a Moment of Silence (1997)
  - Joyride (1997)
  - Auto Re-Birth 1 (1997)
  - Auto Re-Birth 2 (1997)
  - Dub Me Crazy Ver.02 (1997)
  - Push Eject (1998)
  - On the Painted Desert / Rampant Colors (1999)
  - Joyride (remix) (1999)
  - Fogbound (2000)
  - Sloughin' Blue (2001)
  - Soliloquy (2001)
  - Blink'' (2002)
  - Light my Fire / Sloughin' Blue (2003)
  - Spine / Dive for You (2004)
  - Easy Action (2007)
  - Back On My Feet EP (2009)
- Compilations :
  - Abtrsuct Set One (1995) : piste 2
  - Pacific State (1997)
  - Remixed (2012) : album de remixes
- DVD :
  - Fuji Rock Festival '05 Live Cuts (2006)
  - Boom Boom Satellites Japan Tour 2006 (2007)
  - Boom Boom Satellites Japan Tour 2008 (2008)
  - Metamorphose 08 Live Cuts (2009)
- Bandes originales :
  - Ping pong (2002) : Scatterin' Monkey
  - Appleseed (2004) : Dive for you, Bump Over Hill, Anthem et Under Dog
  - Vexille (2007) : Easy action, et Fiends de l'album Exposed
  - Xam'd lost memories (2008) : Shut up and explodes de l'album Exposed
  - The Dark Knight : Le Chevalier noir (2008) : Scatterin' Monkey et 4 A Moment of Silence
  - Starship Troopers : Invasion (2012) : Another Perfect Day
  - Ninja Slayer From Animation (2015) : Back In Black